# Santiago Progreso
Santiago Progreso är en ort i Mexiko.   Den ligger i kommunen San Juan Bautista Valle Nacional och delstaten Oaxaca, i den sydöstra delen av landet, 400 km sydost om huvudstaden Mexico City. Santiago Progreso ligger 127 meter över havet och antalet invånare är 381.
Terrängen runt Santiago Progreso är kuperad åt nordost, men åt sydväst är den bergig. Santiago Progreso ligger nere i en dal. Runt Santiago Progreso är det ganska glesbefolkat, med 25 invånare per kvadratkilometer. Närmaste större samhälle är San Juan Bautista Valle Nacional, 8,4 km norr om Santiago Progreso. I omgivningarna runt Santiago Progreso växer i huvudsak städsegrön lövskog.